# Nordsalten
Nordsalten, eller Nord-Salten, er en fjord på østsiden af Kvingra i Nærøy kommune, Nord-Trøndelag fylke i Norge. Fjorden går 10 km mod sydøst og senere nordøstover til Rødseidet i bunden af fjorden.
Fjorden har indløb mellem Eidshaug i vest og Måneset i øst. Fra Eidshaug går der færge  ud af fjorden og mod nord til Gjerdinga. Lidt inde i fjorden ligger Straumsøya og her går der bro  mellem Kvingra og fastlandet via Fylkesvej 543. Ved Dyrneset drejer fjorden mod nordøst. De to vige Liavågen og Storbukta går derimod mod syd fra Dyrneset og ved Storbukta går kanalen Remmastrauman mod syd til fjorden Sørsalten. Nordsalten fortsætter mod nordøst til Rødsbotnet. Lige ved indløbet til Rødsbotnet går også Fjalbotnet mod øst og Ramfjordbotnet mod syd.
Remmastrauman blev gravet  i perioden 1886-88, for at skabe farbar vej for både fra Nordsalten til Sørsalten, og derved lette trafikken mellem de forskellige dele af kommunen.

Fylkesvej 535 går langs den indre del af Nordsalten.